# Lac Mort
Le lac Mort est un des lacs de Laffrey, situé à 25 km de Grenoble sur le territoire la commune de Laffrey en Isère, au pied du massif du Taillefer en région Auvergne-Rhône-Alpes. 
Ce lac est le plus petit de cet ensemble lacustre d'origine glaciaire.

## Géographie

### Description
Ce petit lac naturel, d'une superficie de 24 hectares est situé au nord du territoire de la commune de Laffrey. Il a été surélevé par un digue, car il est utilisé comme un lac de réserve alimentant la centrale du lac Mort, située à l'île Falcon sur la commune de Saint-Barthélemy-de-Séchilienne dans la vallée de la Romanche,.

### Climat
Le plateau matheysin, où se situe l'ensemble des lacs de Laffrey, est assez fréquemment balayé par la bise assez glaciale l'hiver et rafraîchissante l'été. L'hiver, la neige peut être abondante compte tenu de l'altitude. À cause de la présence de marécages (appelés les marais, vers 900 mètres d'altitude), les matinées d'hiver sont glaciales en raison de la présence fréquente la brume. Les températures descendent en dessous de −13 °C tous les hivers et peuvent descendre en dessous de −20 °C et le lac est généralement gelé de janvier à mars la plupart des années.
En été, la température peut dépasser les 30 °C. La température de l'eau des quatre lacs de laffrey est d'environ 18 à 20 °C en juillet.

### Voies de communication
Une route détachée de la RD155a, elle même détachée de la RN85, également dénommée route Napoléon, permet d'atteindre le lac mort depuis le bourg et le lac de Laffrey.